# Línea 27 (EMT Madrid)
La línea 27 de la EMT de Madrid une la Glorieta de Embajadores con la Plaza de Castilla.

## Características
La línea vertebra el eje Prado-Recoletos-Castellana.

### Frecuencias
| Lunes a viernes laborables |               |
| De 6:00 a 20:00            | 3-6 minutos   |
| De 20:00 a 23:00           | 5-12 minutos  |
| Sábados laborables         |               |
| De 6:00 a 23ː00            | 9-17 minutos  |
| Domingos y festivos        |               |
| De 7:00 a 9:00             | 12-26 minutos |
| De 9:00 a 23:00            | 10-18 minutos |

## Historia
El 15 de agosto de 1959 se creó la línea de autobuses número 27: Atocha - Plaza de Castilla, en ese día se modificó las comunicaciones que afectaban a la zona norte de Madrid, Chamartín. La nueva línea de autobús vino a suplir la supresión de la línea 7 de tranvías: Cibeles - Chamartín.

## Material móvil
Mercedes-Benz Citaro C2G NGT y MAN NG-313F Castrosua City Versus (501-532), ambos en sus versiones articuladas. El material móvil de esta línea está dotado de monitores TFT de información al viajero, el cual ofrece información continua sobre la próxima parada, un esquema del recorrido, así como diversos datos de información relevante al servicio de autobuses, correspondencia con otras líneas así como información de interés turístico y cultural sobre algún punto concreto por el que está pasando el autobús en ese momento (Estadio Santiago Bernabéu, Museo de Ciencias Naturales, etc.) utilizando para ello la geolocalización del vehículo.

## Recorrido y paradas

### Sentido Plaza de Castilla
NOTA: Debido a las obras de ampliación de la línea 11 de Metro, las paradas sombreadas en naranja sustituyen a aquellas sombreadas en rojo.
La línea inicia su recorrido en la Glorieta de Embajadores, desde la cual toma la Ronda de Valencia, que recorre entera siguiendo por la Ronda de Atocha, su prolongación natural. A mitad de esta calle gira a la derecha por la calle José Antonio Armona, que recorre entera, siguiendo tras la intersección con el Paseo de Santa María de la Cabeza por la calle Delicias, que recorre hasta la intersección con el paseo de las Delicias, donde gira a la izquierda y sube este Paseo hasta llegar a la Plaza del Emperador Carlos V.
En la plaza toma la salida del Paseo del Prado, que recorre entero, así como el Paseo de Recoletos tras atravesar la Plaza de Cibeles y el Paseo de la Castellana tras pasar la Plaza de Colón.
La línea recorre el Paseo de la Castellana hasta llegar a la Plaza de Castilla, pasando junto a los Nuevos Ministerios. Su cabecera se encuentra en la dársena n.º 41 del intercambiador en superficie de la Plaza de Castilla.
| Código | Parada                                       | Común con                 | Conexiones con Metro y Cercanías | Otros |
| ------ | -------------------------------------------- | ------------------------- | -------------------------------- | ----- |
| 86     | EMBAJADORES (dársena norte)                  |                           | Embajadores                      |       |
| 85     | Teatro Circo Price                           | 34 36 41 119 C2 C03       |                                  |       |
| 87     | José Antonio Armona                          |                           |                                  |       |
| 88     | Calle de las Delicias                        |                           | Palos de la Frontera             |       |
| 89     | Delicias-Atocha                              | 6 19 45                   | Atocha                           |       |
| 4985   | Reina Sofía                                  | 34 C2 C03                 | Atocha                           |       |
| 82     | Prado-Atocha                                 | 10 14 34 37 45 001 C03 E1 | Estación del Arte                |       |
| 5511   | Museo del Prado-Jardín Botánico              | 10 14 34 37 45 001 C03    |                                  |       |
| 78     | Neptuno                                      | 10 14 34 37 45 001 C03    |                                  |       |
| 5443   | Cibeles-Ayuntamiento                         | 14 37 45 C03              | Banco de España                  |       |
| 72     | Cibeles-Casa de América                      | 5 14 37 45 53 150 C03     | Banco de España                  |       |
| 65     | BIblioteca Nacional                          | 5 14 45 53 150 C03        | Recoletos                        |       |
| 66     | Colón                                        | 5 14 45 150               | Colón                            |       |
| 62     | Castellana-Ministerio Interior               | 5 14 45 150               |                                  |       |
| 60     | Castellana-Rubén Darío                       | 5 14 45 150               | Rubén Darío                      |       |
| 5333   | Emilio Castelar                              | 14 45 150                 |                                  |       |
| 56     | Gregorio Marañón                             | 7 14 40 147 150           | Gregorio Marañón                 |       |
| 54     | Museo Ciencias Naturales                     | 7 14 40 147 150           |                                  |       |
| 52     | Nuevos Ministerios-Castellana                | 7 14 40 147 150           | Nuevos Ministerios               |       |
| 50     | Nuevos Ministerios-Centro Comercial          | 40 126 147 150            | Nuevos Ministerios               |       |
| 47     | Azca                                         | 40 126 147 150            |                                  |       |
| 42     | Lima-Santiago Bernabéu                       | 40 126 147 150            | Santiago Bernabeu                |       |
| 44     | Santiago Bernabéu                            | 40 126 147 150            | Santiago Bernabeu                |       |
| 39     | Castellana-Rafael Salgado                    | 40 126 147                |                                  |       |
| 37     | Castellana-San Germán                        | 40 126 147                |                                  |       |
| 35     | Cuzco                                        | 5 147                     | Cuzco                            |       |
| 33     | Castellana-Rosario Pino                      | 5 147                     |                                  |       |
| 29     | Juzgados Plaza Castilla                      | 5 147                     |                                  |       |
| 5602   | PLAZA CASTILLA (intercambiador - dársena 41) |                           | Plaza de Castilla                |       |

### Sentido Embajadores
La línea inicia su recorrido en la desembocadura del Paseo de la Castellana en la Plaza de Castilla, desde este punto toma el Paseo de la Castellana hacia el sur.
El recorrido es igual al de la ida en sentido contrario hasta llegar a la Plaza del Emperador Carlos V, donde la línea entra directamente a la Ronda de Atocha sin dar el rodeo de la ida por José Antonio Armona y Delicias, recorriendo tanto Ronda de Atocha como Ronda de Valencia enteras hasta llegar a su cabecera en la Glorieta de Embajadores.
| Código | Parada                                       | Común con                 | Conexiones con Metro y Cercanías | Otros |
| ------ | -------------------------------------------- | ------------------------- | -------------------------------- | ----- |
| 5602   | PLAZA CASTILLA (intercambiador - dársena 41) |                           | Plaza de Castilla                |       |
| 28     | Juzgados Plaza Castilla                      | 5 147                     |                                  |       |
| 32     | Castellana-Rosario Pino                      | 5 147                     |                                  |       |
| 34     | Cuzco                                        | 5 40 147                  | Cuzco                            |       |
| 36     | Castellana-San Germán                        | 5 40 147                  |                                  |       |
| 38     | Castellana-Rafael Salgado                    | 40 126 147                |                                  |       |
| 41     | Lima-Santiago Bernabéu                       | 14 40 147 150             | Santiago Bernabeu                |       |
| 5340   | Azca                                         | 14 40 147 150             |                                  |       |
| 48     | Nuevos Ministerios-Centro Comercial          | 14 40 147 150             | Nuevos Ministerios               |       |
| 5613   | Nuevos Ministerios Cercanías                 |                           | Nuevos Ministerios               |       |
| 51     | Nuevos Ministerios-Castellana                | 7 14 40 147 150           | Nuevos Ministerios               |       |
| 53     | Museo Ciencias Naturales                     | 7 14 40 147 150           |                                  |       |
| 4337   | Gregorio Marañón                             | 14 45 150                 | Gregorio Marañón                 |       |
| 57     | Emilio Castelar                              | 5 14 45 150               |                                  |       |
| 59     | Castellana-Rubén Darío                       | 5 14 45 150               | Rubén Darío                      |       |
| 61     | Castellana-Ministerio del Interior           | 5 14 45 150               |                                  |       |
| 63     | Colón                                        | 5 14 45 150               | Colón                            |       |
| 5626   | Biblioteca Nacional                          | 5 14 45 53 150 C03        |                                  |       |
| 68     | Recoletos                                    | 5 14 37 45 53 150 C03     | Recoletos                        |       |
| 73     | Cibeles                                      | 5 14 37 45 150 C03        | Banco de España                  |       |
| 76     | Banco de España                              | 14 37 45 001 C03          | Banco de España                  |       |
| 77     | Neptuno                                      | 10 14 34 37 45 001 C03    |                                  |       |
| 79     | Museo del Prado-Jardín Botánico              | 10 14 34 37 45 001 C03    |                                  |       |
| 81     | Prado-Atocha                                 | 10 14 34 37 45 001 C03 E1 | Estación del Arte                |       |
| 83     | Reina Sofía                                  | 34 C1 C03                 | Atocha                           |       |
| 84     | Teatro Circo Price                           | 34 36 41 119 C1 C03       |                                  |       |
| 86     | EMBAJADORES (dársena norte)                  |                           | Embajadores                      |       |

## Galería de imágenes

Mapa zonal de la estación de metro de Embajadores con los recorridos de las líneas de autobuses, entre las que aparece el 27.
Mapa zonal de la estación de metro de Santiago Bernabéu con los recorridos de las líneas de autobuses, entre las que aparece el 27.
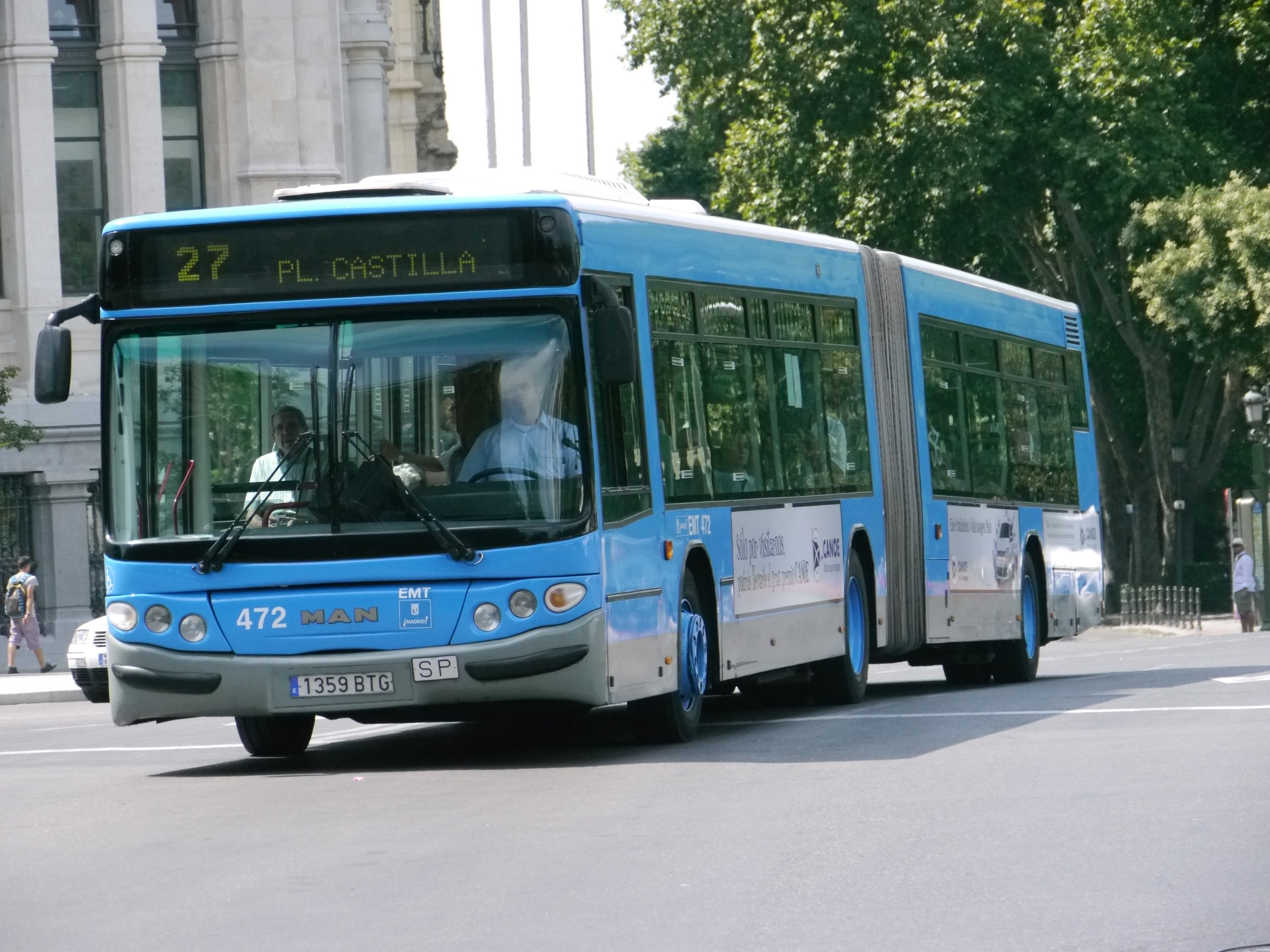
Un Castrosua en servicio en la línea 27.